# Mark Zuehlke
Mark Zuehlke, né le 27 août 1955 à Vernon, en Colombie-Britannique, au Canada, est un écrivain canadien, auteur de roman policier et d'ouvrages sur l'histoire militaire du Canada.

## Biographie
Il est spécialiste de l'histoire militaire du Canada. Sa série Canadian Battle est le récit exhaustif des batailles et des campagnes militaires menées par le Canada pendant la Seconde Guerre mondiale. 
En 2000, il publie son premier roman Hands Like Clouds, grâce auquel il est lauréat du prix Arthur-Ellis 2001 du meilleur premier roman. C'est le premier volume d'une série de trois romans consacrée à Elias McCann, le coroner de Tofino, un village de l'île de Vancouver.

## Œuvre

### Romans

#### SérieElias McCann
- Hands Like Clouds (2000)
- Carry Tiger to Mountain (2002)
- Sweep Lotus (2004)

### Ouvrages d'histoire militaire

#### SérieCanadian Battle
- Ortona (2000)
- The Liri Valley (2001)
- The Gothic Line (2002)
- Juno Beach (2005)
- Holding Juno (2005)
- Terrible Victory (2007)
- Operation Husky (2009)

#### Autres ouvrages d'histoire militaire
- Magazine Writing from the Boonies (1992)
- The Vancouver Island South Explorer (1994)
- Scoundrels, Dreamers & Second Sons (1994)
- The B.C. Fact Book (1995)
- Fun B.c. Facts for Kids (1996)
- The Gallant Cause (1996)
- The Alberta Fact Book (1997)
- The Yukon Fact Book (1998)
- The Canadian Military Atlas (2001)
- For Honour's Sake (2006)
- Brave Battalion (2008)
- On to Victory (2010)
- Ortona Street Fight (2011)
- Breakout from Juno (2011)
- Assault on Juno (2012)
- Tragedy at Dieppe (2012)
- Forgotten Victory (2014)
- Through Blood and Sweat (2016)

## Prix et distinctions

### Prix
- Prix Arthur-Ellis 2001 du meilleur premier roman pour Hands Like Clouds[1]

### Nominations
- Prix Arthur-Ellis 2005 du meilleur roman pour Sweep Lotus[1]